# Entre Rios de Minas
Entre Rios de Minas este un oraș în Minas Gerais (MG), Brazilia.